# Onega stipata
Onega stipata är en insektsart som beskrevs av Walker 1851. Onega stipata ingår i släktet Onega och familjen dvärgstritar. Inga underarter finns listade i Catalogue of Life.